# Veress Ferenc (agronómus)
Veress Ferenc (Sarkad, 1830. november 16. – Középfalva, 1894. november 30.) agronómus, jószágigazgató.

## Élete
Veress Ferenc református lelkész és vetési Vetésy Mária fia. A gimnázium alsó osztályát Mezőtúron végezte, ahonnan 1846. november 3-án a debreceni kollégiumba került, ahol a bölcseleti osztályban 1848 tavaszáig tanult. Ekkor hazament, majd atyja ősszel Pestre vitte honvédnek. Veress 1848. október 8-án állott be önkéntesnek, és mint tüzérőrmester végigszolgálta a szabadságharcot Világosig. Ezután néhány évig mint rektor-tanító működött Zerinden; majd árvabizottmányi tollnok lett Békésen, később uradalmi ispán Kétegyházán. Romániában élő Sándor bátyja hívására 1861 végén családjával Bukarestbe költözött, és Mihály szerb fejedelem birtokának Pietrán igazgatója lett; három év múlva gazdája a 3500 holdas Heresti kormányzásával bízta meg; amikor pedig a szerb fejedelmi birtokokat eladták, Veress a fejedelmi Stirbey Demeter herceg jószágkormányzója lett. 1890-ben véglegesen hazament, és a szolnok-dobokamegyei Középfalván birtokot vásárolva visszavonultan élt. Ekkor már betegeskedett és többször szélütés érte.

## Művei
A Vasárnapi Ujságban 1876-ban tűnt fel Feriz bég álnéven írt cikkeivel: Keleti levelek, a szomszéd Romániából, Gazdálkodás Romániában, Oláh lakodalom, 1877. Oláhországi népszokások, Halászat Romániában, Levél Romániából, Kirándulás Zimniczába, 1878. Magyar peregrinus Plevnában, Az új Bulgáriából, Fodor Csobán bükkje, 1879. A pathonácz, Romániai zárdák, Bulgáriából, Emlékezés az Obrenovicsokról, 1880. Hogy lett két törökből magyar ember, Képek Bukarestből, Orsovától Bukarestig, 1881. Hogy fogták a farkast?, 1882. Táncsicsról, 1849. augusztus vége, szeptember eleje, 1883. Kóborlás a román-magyar határon, 1884. Lakodalmi népszokások Romániában, A bukaresti ünnepélyek, Gyors igazságszolgáltatás, Egy kikötőváros Romániában, 1885. Rosetti Konstantin, Apróságok Sándor bolgár fejedelemről. 1886. Banditaélet a Balkánban. Csernovicz és a bukovinai kiállítás, 1887. Egy vadászat Moldovában, 1888. A «csámpások» az 1848-49. napokból, Adalék a monostori csata leírásához, 1891. Viszonttalálkozás, egy régi honvéd emlékeiből; a Politikai Ujdonságokban (1876-81., 1888. Levelek Romániából); a Vadász- és Versenylapban (1878. Vadak és Vadászatok Romániában: a túzok, reznek, fajd); a Világkrónikában (1881. 24. sz. Két magyar eredetű okmány: Sobiesky János 1694. aug. 19-iki levele és II. Rákóczy Ferencz 1705. aug. 29-iki napiparancsa); az 1848-49. Történelmi Lapokban (1892. Hogy láttam utoljára Kossuthot).